# Veturius aquilonalis
Veturius aquilonalis es una especie de coleóptero de la familia Passalidae.

## Distribución geográfica
Habita en Panamá.